# Aira
Aira là một chi thực vật có hoa trong họ Hòa thảo (Poaceae).

## Loài
Chi Aira gồm các loài: